# Булычёв, Анатолий Иванович
Анато́лий Ива́нович Булычёв (21 октября 1905, Санкт-Петербург — 4 января 1992, Москва) — советский боксёр тяжёлой весовой категории, выступал на всесоюзном уровне в первой половине 1930-х годов. На соревнованиях представлял команду «Динамо», чемпион СССР, победитель многих республиканских и городских турниров, заслуженный мастер спорта СССР (1947). Судья всесоюзной и международной (1956) категорий. Отличник физической культуры (1948).
Также известен как тренер и преподаватель бокса, воспитал многих талантливых бойцов.

## Биография
Родился 21 октября 1905 года в Санкт-Петербурге.
Активно заниматься спортом начал в возрасте шестнадцати лет в гимнастической секции Главной военной школы физического образования трудящихся в Москве, участвовал в соревнованиях по борьбе и лёгкой атлетике. Боксёрскую подготовку проходил под руководством известных тренеров Константина Градополова и Александра Гетье, позже присоединился к столичному спортивному обществу «Динамо». Первого серьёзного успеха на ринге добился в 1930 году, когда стал чемпионом Москвы в тяжёлом весе (впоследствии удерживал этот титул в течение четырёх лет). Два года спустя выиграл первенство РСФСР, а ещё через год одержал победу на всесоюзном чемпионате.
В 1934 году Булычёв занял в зачёте национального первенства третье место, тогда как в следующем сезоне был вторым — в решающем матче потерпел поражение от ленинградца Николая Беляева. Вскоре после этих соревнований принял решение завершить карьеру спортсмена. За выдающиеся спортивные достижения в 1947 году удостоен почётного звания «Заслуженный мастер спорта СССР».
Не меньшего успеха Анатолий Булычёв добился и на тренерском поприще. Окончив Высшую школу тренеров при ГЦОЛИФК (1937), с 1938 года начал тренировать юниоров в боксёрской секции «Динамо». Позже работал преподавателем на кафедре бокса ГЦОЛИФКа. В 1952 году участвовал в подготовке олимпийской сборной СССР перед соревнованиями в Хельсинки, в частности его ученик Геннадий Гарбузов стал бронзовым призёром этих Игр. Также в течение некоторого времени был наставником многократных чемпионов Советского Союза Виктора Михайлова и Анатолия Булакова. В 1957 году получил звание заслуженного тренера СССР. В период 1959—1960 по просьбе ассоциации бокса КНДР работал тренером в Пхеньяне. Участвовал в боксёрских матчах в качестве судьи всесоюзной категории и международного судьи АИБА.
В 1965 году вышла в свет его книга, методическое пособие «Бокс».
Умер 4 января 1992 года, похоронен на Головинском кладбище в Москве, участок № 7.

## Награды
- Медаль «За трудовую доблесть» (27.04.1957) — «за успехи, достигнутые в деле развития массового физкультурного движения в стране, повышения мастерства советских спортсменов, и успешное выступление на международных соревнованиях»

### Семья
Был женат, дочь — Мария Булычёва (Митрошина), работала диктором Центрального телевидения.